# Anabazenops
Anabazenops är ett litet fågelsläkte i familjen ugnfåglar inom ordningen tättingar. Släktet omfattar endast två arter med utbredning från sydöstra Colombia till sydöstra Brasilien:
- Guadualövletare (A. dorsalis)
- Vithalsad lövletare (A. fuscus)